# Synagoga Chaima Wintera w Łodzi
Synagoga Chaima Wintera w Łodzi – prywatny dom modlitwy znajdujący się w Łodzi przy ulicy Piotrkowskiej 33.
Synagoga została zbudowana w 1876 roku z inicjatywy Chaima Wintera. W 1891 roku synagoga została przeniesiona do nowego lokalu przy ulicy Piotrkowskiej 31.   